# Shaka Ponk
Shaka Ponk (a veces abreviado como SHK PNK) es una banda de rock electrónico francesa creada en el año 2004. Se caracterizan por mezclar diferentes formas de música popular dentro de sus canciones con rock, punk y dance con un sonido predominantemente eléctrico. Sus letras se caracterizan por estar escritas usualmente en una mezcla de inglés, francés y español.

## Discografía

### Álbumes
| Año  | Álbum                           | Posición | Posición | Posición |
| Año  | Álbum                           | FR       | BEL (Wa) | FR       |
| ---- | ------------------------------- | -------- | -------- | -------- |
| 2006 | Loco Con Da Frenchy Talkin      | —        | —        | —        |
| 2009 | Bad Porn Movie Trax             | 101      | —        | —        |
| 2011 | The Geeks and the Jerkin' Socks | 14       | 18       | 69       |
| 2011 | Sex, Plugs and Vidiot'Ape       | 23       | —        | —        |

Reediciones
- 2009: Loco Con Da Frenchy Talkin' (Recycled 2009)
- 2010: Bad Porn Movie Trax - 3rd edition (agregadas canciones "Stop the Bot" y "French Touch Puta Madre (Live)"
- 2011: Sex, Plugs & Vidiot'Ape (Edición DVD: 70 minutos de Monkey TV mini reportaje acerca de la banda y videos musicales)
- 2012: The Geeks and the Jerkin' Socks - Deluxe Edition (DVD de Monkey TV mini reportaje acerca de la banda y videos musicales)

2014 the black pixel ape 
2014 the white pixel ape
En vivo
- 2012: NRJ Sessions Shaka Ponk'

### EP
- Hyppie Monkey

### Sencillos
| Año  | Canción            | Posición | Posición | Certificación | Album |
| Año  | Canción            | FR       | BEL (Wa) | Certificación | Album |
| ---- | ------------------ | -------- | -------- | ------------- | ----- |
| 2012 | "My Name Is Stain" | 7        | 11       |               |       |
| 2012 | "Let's Bang"       | 57       | —        |               |       |

Otros lanzamientos
- 2006: "Fonk Me"
- 2006: "Hell'O"
- 2009: "How We Kill Stars"
- 2009: "Do"
- 2011: "Palabra Mi Amor"
- 2011: "Sex Ball"